# Felecia
Felecia (Tacoma, Washington; 1 de marzo de 1972) es una actriz pornográfica estadounidense. Su carrera pornográfica duró desde 1993 hasta 2008, tiempo durante el cual ella sólo realizó escenas lésbicas y sola. Sin embargo, existe una película en la que se le ve realizando una felación en dos escenas diferentes.
Felecia sale en un libro de cómic titulado Adult Star Stories: Felecia por Hippy Comix.

## Premios
AVN Awards
- Paseo de la Fama Nuevo miembro[3]
- 2007, Mejor Escena-Película de Sexo Todo Chicas para FUCK[4]
- 2002, Mejor Escena-Película de Sexo Todo Chicas para Where The Girls Sweat 5'[4]
- 1996, Mejor Escena-Película de Sexo Todo Chicas para Takin' It To The Limit 6[4]
- 1996, Mejor Escena-Película de Sexo Todo Chicas para Fantasy Chamber[4]
- 1995, Mejor Escena-Película de Sexo Todo Chicas para Buttslammers 4[4]

XRCO Awards
- 1997, Mejor Escena de Sexo Chica/Chica para Beyond Reality 1[5]
- 1996, Mejor Escena de Sexo Chica/Chica para Takin' It To The Limit 6[5]